# Pays du Haut Rouergue en Aveyron
 (juin 2025).
Motif : Absence de sources secondaires
- Archive Wikiwix
- Bing
- Cairn
- DuckDuckGo
- E. Universalis
- Gallica
- Google
- G. Books
- G. News
- G. Scholar
- Persée
- Qwant
- (zh) Baidu
- (ru) Yandex
- (wd) trouver des œuvres sur Wikidata

| 1. | Préciser le motif de la pose du bandeau. | Précisez le motif de la pose du bandeau en utilisant la syntaxe suivante : {{admissibilité à vérifier\|date=juillet 2025\|motif=remplacez ce texte par le motif}}                                     |
| 2. | Informer les utilisateurs concernés.     | Pensez à avertir le créateur de l'article, par exemple, en insérant le code ci-dessous sur sa page de discussion : {{subst:avertissement admissibilité à vérifier\|Pays du Haut Rouergue en Aveyron}} |

 (décembre 2024).
Pays du Haut Rouergue est une association loi de 1901 de développement local. Elle s'occupe de la promotion d'un territoire de 2 000 km2 d'une grande diversité géographique puisqu'il se déploie de l'Aubrac, à l'extrémité nord, aux Grands Causses en passant par la vallée du Lot.

## Géographie
- La vallée de la Truyère constitue la limite nord du territoire
- L’Aveyron et son bassin versant, constituent la limite sud avec le plateau du Causse Comtal
- Le plateau de l’Aubrac ouvre le territoire sur les départements voisins de la Lozère et du Cantal
- Le Lot constitue un axe structurant d’est en ouest tant sur le plan économique que touristique

## Histoire
La structure porteuse du Pays est radiée du registre des sociétés le 21 décembre 2023.

## Communications
- Axe nord-sud Rodez-Espalion-Laguiole-St Flour (D 921)
- Axe Espalion-Aubrac-Aumont (D 987) permettant une entrée de l’Aubrac par l’A75
- Au sud, axe est-ouest Rodez-Laissac-Séverac (RN 88) permettant l’accès à l’autoroute A75

## Composition
Il regroupe 62 communes aveyronnaises et réunit 37 084 habitants sur 11 cantons :
- le canton de Mur-de-Barrez
- le canton d'Entraygues-sur-Truyère
- le Pays de la Viadène recouvrant partiellement :
  - le canton de Sainte-Geneviève-sur-Argence
  - le canton de Saint-Amans-des-Cots
  - le canton de Laguiole
- le canton de Saint-Chély-d'Aubrac
- le canton d'Estaing
- le canton d'Espalion
- le canton de Saint-Geniez-d'Olt
- le canton de Bozouls
- le canton de Laissac

## Économie
Le développement touristique de la région reste très importants à partir des pôles de Bozouls, Espalion et Laguiole autour de fonctions complémentaires : Bozouls en tant que pôle industriel, Espalion en tant que pôle de services commerciaux et administratifs, Laguiole en tant que pôle économique et artisanal.

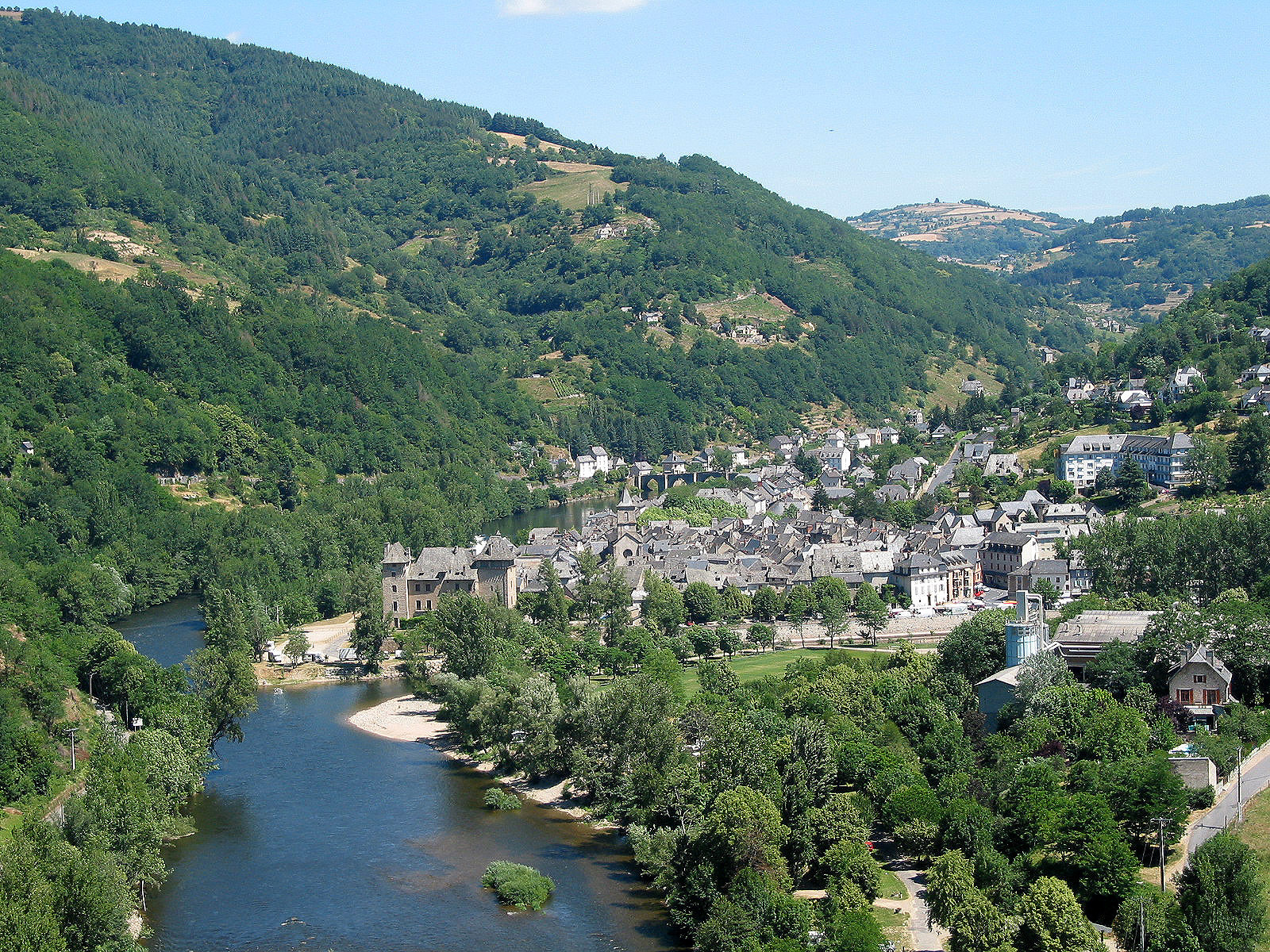
Entraygues-sur-Truyère
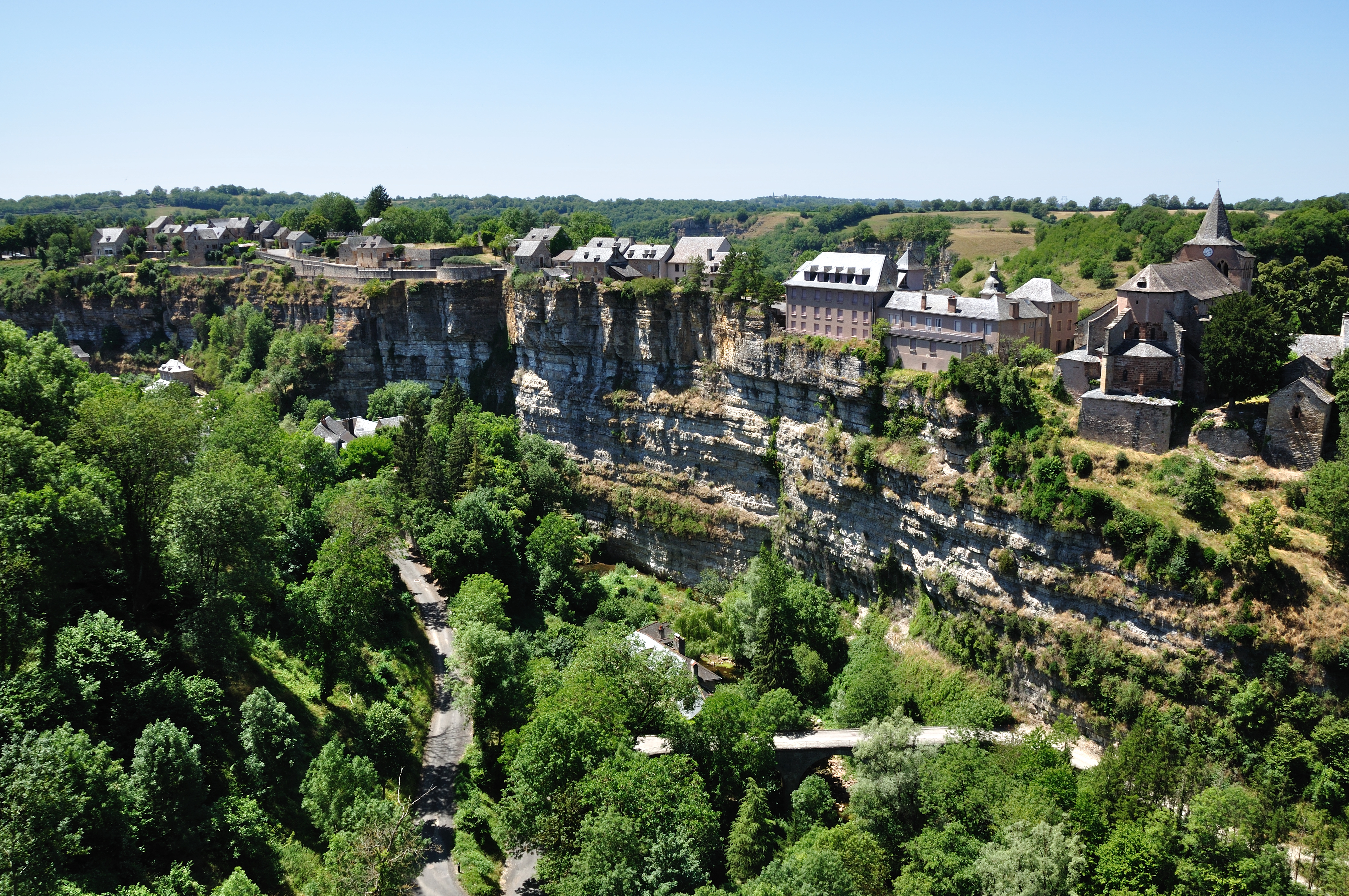
Bozouls
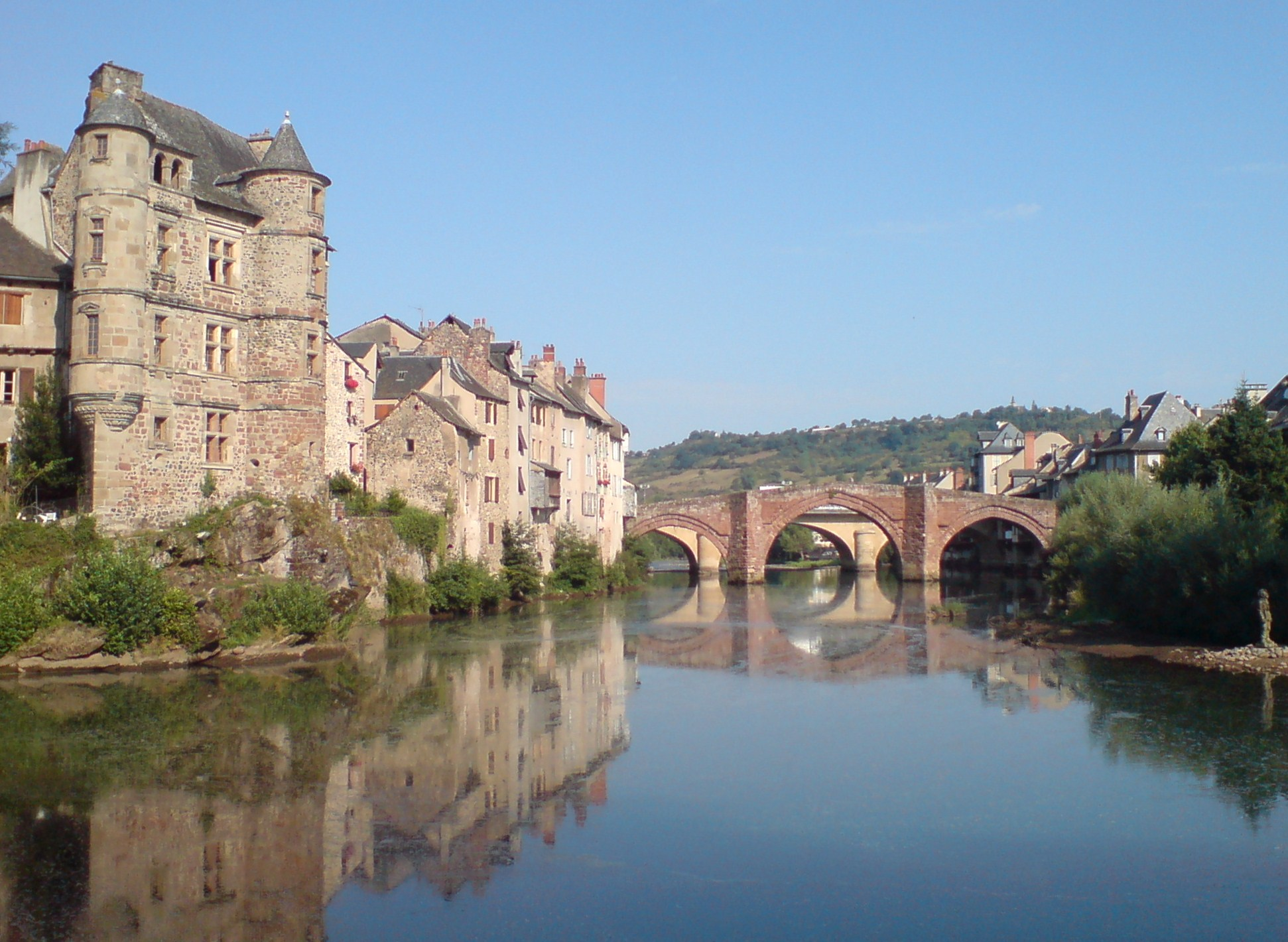
Espalion
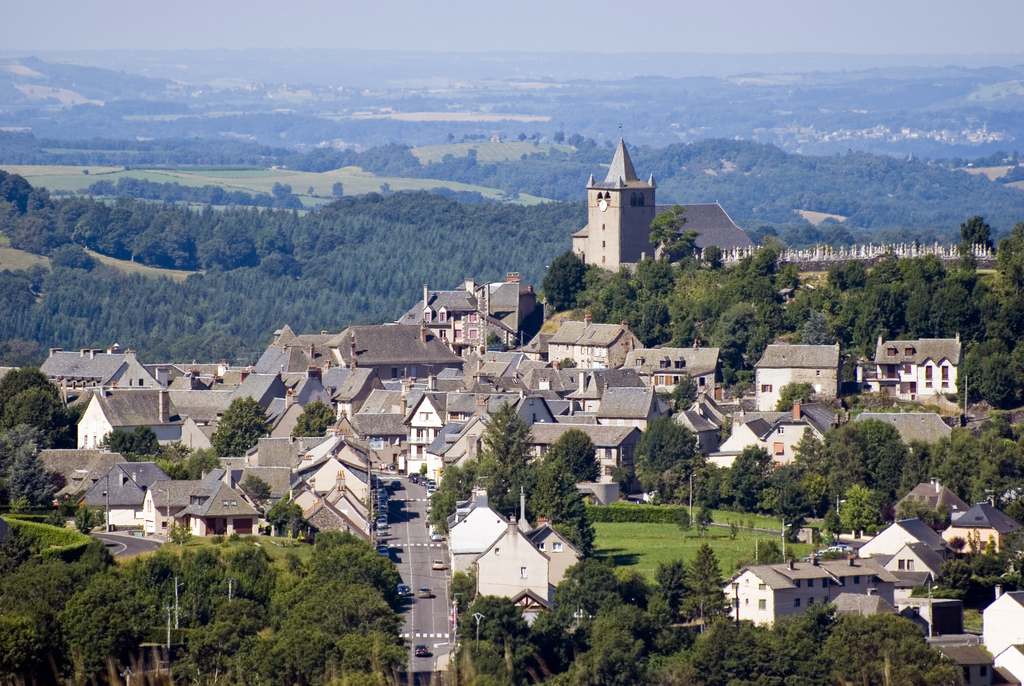
Laguiole
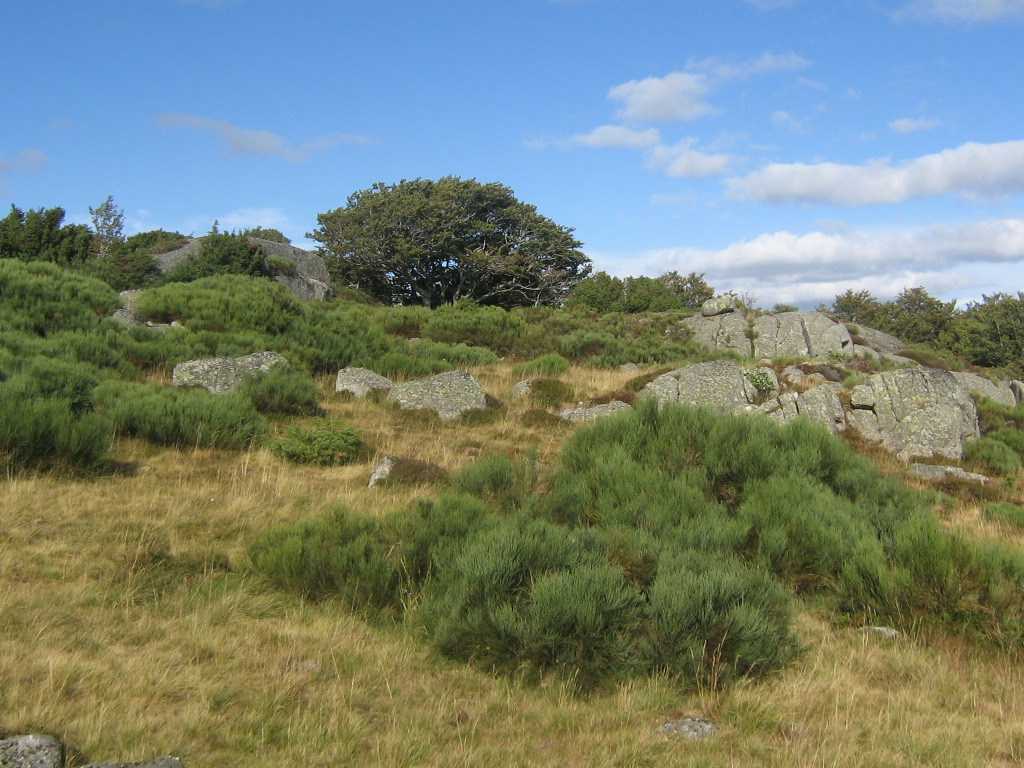
L'Aubrac